# 6312-es mellékút (Magyarország)
A 6312-es számú mellékút egy több mint tizenöt kilométer hosszú, négy számjegyű mellékút Tolna vármegyében. Kelet-nyugati irányban szeli keresztül a nagyjából észak-déli irányban húzódó Tolnai-Hegyhátat, összekötve a tájegység útjába eső településeit a 61-es főúttal. Egy része szilárd burkolat nélküli mezőgazdasági út.

## Nyomvonala
A 6317-es útból ágazik ki, annak 26+650-es kilométerszelvényénél, Sárszentlőrinc központjának északi részén, Székelyi utca néven, nyugat felé. Alig 400 méter után kilép a település házai közül, onnantól burkolatlan útként húzódik tovább. 3,3 kilométer után lép át Nagyszékely területére, a település első házait 6,1 kilométer után éri el. Ott válik ismét szilárd burkolatú úttá; a falu szélétől a központig Petőfi Sándor utca, majd onnan Pincehelyi utca a települési neve; a község belterületét a nyolcadik kilométere után hagyja el. 10,6 kilométer után éri el Nagyszékely és Miszla határát, innen két kilométeren át a határvonalat kíséri, de Miszla területét ennél jobban nem érinti, szilárd burkolatú leágazása sincs a község felé. 12,6 kilométer után éri el Nagyszékely, Miszla és Pincehely hármashatárát, onnan viszont már pincehelyi területen halad. A település lakott területének keleti szélén torkollik bele a 61-es főútba, annak 41+800-as kilométerszelvénye közelében.
Teljes hossza, az országos közutak térképes nyilvántartását szolgáló kira.gov.hu adatbázisa szerint 15,441 kilométer.

## Története
A Cartographia 2004-es kiadású Földrajzi világatlaszában a Sárszentlőrinc és Nagyszékely közötti szakasza nem szerepel, az atlasz Nagyszékelyt zsákfaluként tünteti fel.